# アーネスト・ナーゲル
アーネスト・ナーゲル（エルンスト・ネーゲル、Ernest Nagel、1901年11月16日 - 1985年9月20日）は、アメリカの科学哲学者。コロンビア大学教授。ルドルフ・カルナップ、ハンス・ライヘンバッハ、カール・ヘンペルらと並ぶ論理実証主義の主要人物。主著『科学の構造』（The Structure of Science、1961年）は、科学的説明の古典的名著として知られる。

## 来歴・人物
オーストリア＝ハンガリー帝国（現在はスロベニア）ノヴェー・メスト・ナド・ヴァーホム（Nové Mesto nad Váhom）生まれ。
ニューヨーク市立大学シティ・カレッジ卒業。コロンビア大学PhD。
1977年、全米科学アカデミー選出。哲学者が科学アカデミー会員に選出されるのは極めて稀である。
アレクサンダー・ネーゲル（数学者、ウィスコンシン大学教授）とシドニー・ネーゲル（物理学者、シカゴ大学教授）は息子。

## 著作
- On The Logic of Measurement (1930)
- An Introduction to Logic and Scientific Method (with M. R. Cohen, 1934)
- The Formation of Modern Conceptions of Formal Logic in the Development of Geometry (1939)
- Principles of the Theory of Probability (1939)
- The Meaning of Reduction in the Natural Sciences (1949)
- Sovereign Reason (1954)
- Logic without Metaphysics (1957)
- Gödel’s Proof (with J. R. Newman, 1958)
  - 『数学から超数学へ――ゲーデルの証明』（はやしはじめ訳、白揚社、1968年）
  - 『ゲーデルは何を証明したか―数学から超数学へ』（林一訳、白揚社、1999年）

- The Structure of Science: Problems in the Logic of Scientific Explanation (1961, second ed. 1979)
  - 『科学の構造』（松野安男訳、明治図書出版、1968年、全3巻）
- Observation and Theory in Science (with others, 1971)
- Teleology Revisited and Other Essays in the Philosophy and History of Science (1979)